# Geroldshausen
Geroldshausen ist eine Gemeinde im unterfränkischen Landkreis Würzburg in Bayern.

## Geographie
Geroldshausen liegt in der Planungsregion Würzburg.

### Gemeindegliederung
Geroldshausen besteht aus zwei Gemeindeteilen (in Klammern der Siedlungstyp):
- Geroldshausen (Pfarrdorf)
- Moos (Kirchdorf)

Es gibt die Gemarkungen Geroldshausen und Moos. Eine Straße mit parallelem Radweg verbindet die beiden Ortsteile, ebenso der Klingen- und Riedbach, die mit dem Moosbach in den Wittigbach zur Landesgrenze fließen.

## Geschichte

### Bis zur Gemeindegründung
Bodenfunde beweisen die Besiedlung des Gemeindegebietes seit der Jungsteinzeit. Die erste urkundliche Erwähnung findet sich in hohenlohischen Urkunden aus dem Jahr 1252. Geroldshausen war Bestandteil des Rittergutes der Freiherren Wolffskeel von Reichenberg, das zum Fränkischen Ritterkreis gehörte. Es wurde durch das Großherzogtum Würzburg mediatisiert und fiel mit diesem 1814 an Bayern. Im Jahr 1818 entstand die politische Gemeinde.
Einige der seit Jahrhunderten im Dorf lebenden Familien stammen nachweislich ursprünglich aus dem heutigen Landkreis Neustadt an der Aisch-Bad Windsheim und dort vor allem aus den beiden Orten Lipprichhausen und Gülchsheim der heutigen Gemeinde Hemmersheim.
Der Ort Moos wurde erstmals 1133 urkundlich erwähnt, als Bischof Emmerich von Würzburg dem Kloster Oberzell hier einen Hof und den ganzen Zehnt vermachte. Fast 700 Jahre lang prägten so die Beziehungen zu dem Prämonstratenserkloster die geschichtliche Entwicklung von Moos. 1521 gab es acht Bauernhöfe. Urkunden belegen, dass 1613 erstmals ein Gotteshaus in Moos errichtet worden ist. Die mit Rokoko-Altären ausgestattete Nikolauskirche wurde 1780 geweiht. Mit der Säkularisation endete 1803 die Herrschaft des Klosters Oberzell, die Anwesen kamen in Privatbesitz.

### Religionen

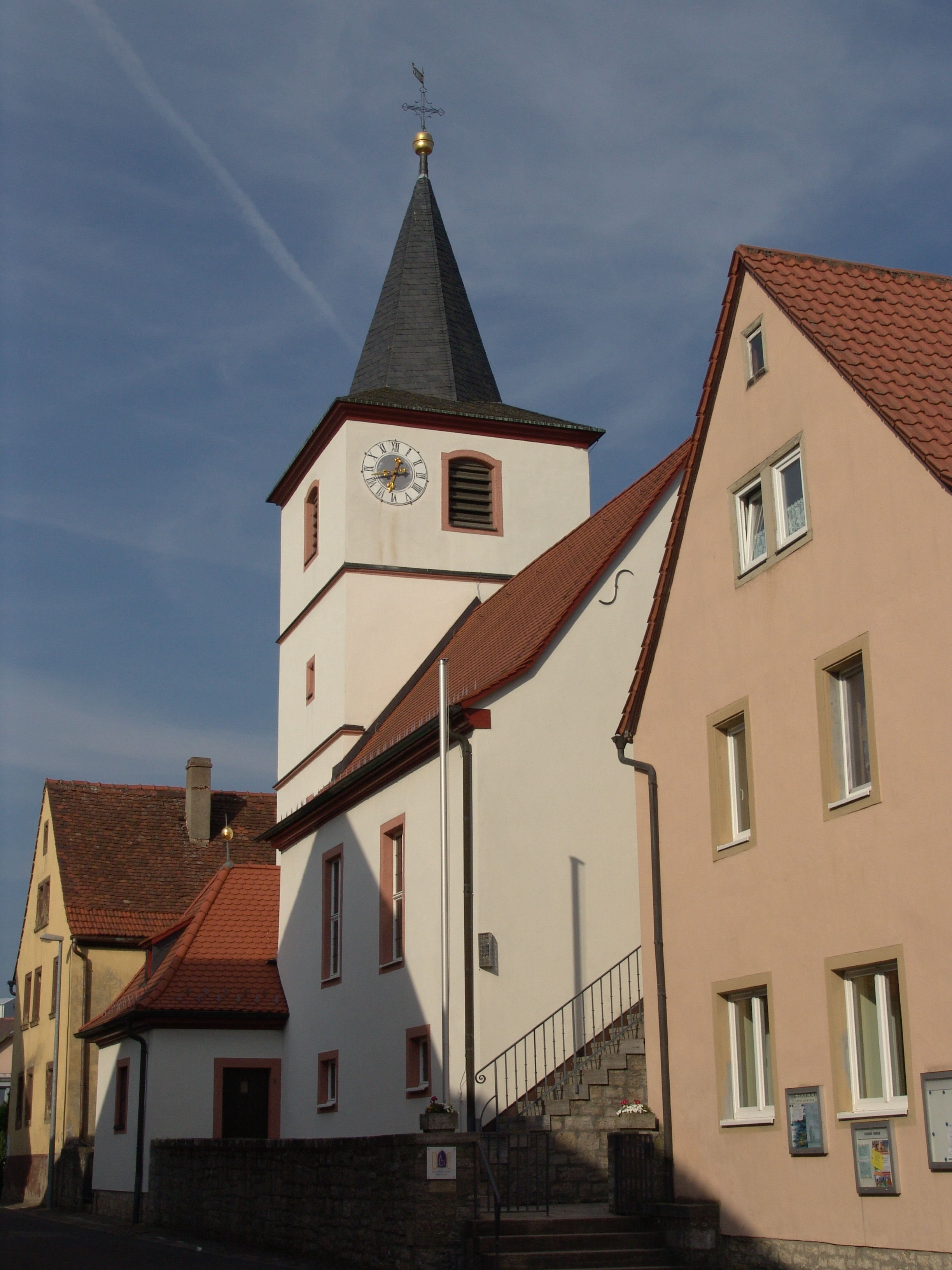
Geroldshausen, Evangelische Kirche

Bis zur Reformationszeit gehörte Geroldshausen zur katholischen Pfarrei Kirchheim. Im 16. Jahrhundert setzten die evangelisch gewordenen Freiherren von Wolffskeel einen evangelischen Pfarrer in Uengershausen ein. Die Kirchengemeinde Geroldshausen gehörte seitdem zur „Evangelisch-Lutherischen Pfarrei Uengershausen“ und mit ihr zum Dekanatsbezirk Würzburg. Zur Kirchengemeinde Geroldshausen gehören heute auch die Orte Kirchheim, Kleinrinderfeld, Moos und Gaubüttelbrunn.
Die evangelische Kirche in Geroldshausen wurde 1590 gebaut und 1732 vergrößert.
Bis zur Auflösung in der NS-Zeit gab es auch eine jüdische Gemeinde in Geroldshausen. Ihr gehörten noch in der ersten Hälfte des 19. Jahrhunderts etwa 20 % der Einwohnerschaft an (1814 50 jüdische Einwohner von insgesamt 233). Eine in der ersten Hälfte des 19. Jahrhunderts erbaute Synagoge wurde nach 1945 zu einem bis heute bestehenden Wohnhaus umgebaut (im früheren „Judenhof“, heute Hauptstraße 12).
Seit 1961 gibt es die katholische Kirche St. Thomas Morus am Rande vom Geroldshausen. Die katholische Kirchengemeinde gehört zur Pfarreiengemeinschaft „St. Petrus – der Fels“ mit Sitz in Kirchheim im Dekanat Würzburg links des Mains des Bistums Würzburg. Weitere Orte dieser Pfarreiengemeinschaft sind Kleinrinderfeld, Moos und Gaubüttelbrunn. Die Pfarreiengemeinschaft wurde im Dezember 2009 gegründet.

### Eingemeindungen
Im Zuge der Gebietsreform in Bayern wurde am 1. Mai 1978 die Gemeinde Moos eingegliedert.

### Einwohnerentwicklung
| - 1814: 0233 Einwohner (davon 50 Juden) - 1867: 0313 Einwohner - 1900: 0337 Einwohner (davon 17 Juden) - 1925: 0423 Einwohner - 1939: 0460 Einwohner (davon 09 Juden) - 1961: 1008 Einwohner - 1970: 0932 Einwohner - 1987: 1011 Einwohner - 1991: 1097 Einwohner - 1995: 1155 Einwohner - 2000: 1184 Einwohner - 2003: 1225 Einwohner - 2004: 1257 Einwohner | - 2005: 1246 Einwohner - 2006: 1296 Einwohner - 2007: 1311 Einwohner - 2008: 1317 Einwohner - 2009: 1301 Einwohner - 2010: 1299 Einwohner - 2011: 1272 Einwohner - 2012: 1279 Einwohner - 2013: 1285 Einwohner - 2014: 1289 Einwohner - 2015: 1278 Einwohner - 2018: 1293 Einwohner - 2020: 1334 Einwohner |

Im Zeitraum 1988 bis 2018 stieg die Einwohnerzahl von 1031 auf 1293 um 262 Einwohner bzw. um 25,4 %. 
Quelle: BayLfStat

## Politik
Die Gemeinde ist Mitglied der Verwaltungsgemeinschaft Kirchheim.

### Gemeinderat
Die Wahl zum Gemeinderat am 15. März 2020 führte zu folgendem Ergebnis:
| Wahlvorschlag                                      | Stimmenanteil | Sitze |
| -------------------------------------------------- | ------------- | ----- |
| Geroldshäuser Liste e. V. (GERO)                   | 29,9 %        | 3     |
| Freie Wählergemeinschaft Moos (FWG Moos)           | 31,0 %        | 4     |
| Unabhängige Wählergemeinschaft Geroldshausen (UWG) | 39,1 %        | 5     |
| Wahlbeteiligung: 64,9 %                            |               |       |

### Bürgermeister
- bis 2002:00 Rainer Künzig (Unabhängige Wählergemeinschaft)[9]
- 2002–2019: Josef Schäfer (Geroldshäuser Liste)
- seit 2019:00 Gunther Ehrhardt (Unabhängige Wählergemeinschaft)

Gunther Ehrhardt wurde am 17. März 2019 bei einer Wahlbeteiligung von 69,8 % mit 58,5 % der Stimmen zum Ersten Bürgermeister gewählt. Dessen Amtszeit läuft vom 1. April 2019 bis 30. April 2026.

### Wappen
| | Blasonierung: „Geteilt durch einen silbernen Wellenbalken; oben in Rot ein Strauß von drei gestielten silbernen Rosen mit goldenen Butzen, unten in Blau ein goldener Doppelhaken.“ |
| Wappenbegründung: Die Gemeinde Geroldshausen besteht seit 1978 aus den ehemals selbstständigen Gemeinden Geroldshausen und Moos. Das Wappen geht auf die Geschichte beider Orte ein. Die drei Rosen sind dem Wappen der Freiherren von Wolfskeel entnommen, die vom Spätmittelalter bis zum Ende des Alten Reichs 1803 von den Bischöfen von Würzburg mit Geroldshausen belehnt waren. Der Doppelhaken stammt aus dem Wappen des Würzburger Klosters Oberzell, das seit dem 12. Jahrhundert in Moos begütert war. Bischof Embrico (1127 bis 1146) beurkundete 1130 das Kloster Zell, das um 1150 zur Abtei erhoben wurde und das bis zur Säkularisation 1803 das einzige Prämonstratenserkloster in diesem Rang in Franken war. Der Wellenbalken symbolisiert den Moosbach, den Klingenbach und Riedbach. Zudem liegt die Gemeinde an der Wasserscheide zwischen Main und Tauber. Die Farben Silber und Rot sind die Farben des Hochstifts Würzburg und verweisen auf dessen Landesherrschaft. Dieses Wappen wird seit 1989 geführt. | |

## Wirtschaft und Infrastruktur

### Wirtschaft einschließlich Land- und Forstwirtschaft
2017 gab es in der Gemeinde 106 sozialversicherungspflichtige Arbeitsplätze. Von der Wohnbevölkerung standen 514 Personen in einem versicherungspflichtigen Beschäftigungsverhältnis. Damit war die Zahl der Auspendler um 408 Personen größer als die der Einpendler. 16 Einwohner waren arbeitslos. 2016 gab es 14 landwirtschaftliche Betriebe. 906 Hektar des Gemeindegebietes waren landwirtschaftlich genutzt.

### Verkehr
Geroldshausen verfügt über einen Bahnhof an der Frankenbahn Stuttgart–Würzburg. Es verkehren Regionalbahnen der Linie RB 85 im Stundentakt.

### Bildung
Es gibt folgende Einrichtungen (Stand 2018):
- Eine Kindertageseinrichtung mit 62 Plätzen und 54 Kindern

## Söhne und Töchter der Gemeinde
- Eduard Wirths (1909–1945), SS-Standortarzt im KZ Auschwitz
- Ulrich Völklein (* 1949), Historiker, Journalist und Publizist
- Ursula Holl (* 1982), Fußballtorhüterin und Fußballnationalspielerin